# Kozani
Kozani (en griego Κοζάνη) es la capital de la unidad periférica homónima, la mayor de la región de Macedonia occidental en el norte de Grecia. Está emplazada entre las montañas de Bermio, Burino y Pieria, y distante unos 15 km del lago Polyfytos, que está a 708 metros sobre el nivel del mar. Se ubica asimismo a una distancia de 120 km de Tesalónica y a 470 km de Atenas. Su población es de 50.000 habitantes.

## Historia
De su historia reciente destaca la construcción del templo de San Nicolás en 1664, así como la fundación de la Biblioteca Kovedarios en 1668. Durante los siglos XVII y XVIII las transacciones comerciales con los países de Europa central permitieron la proseperidad económica e intelectual de Kozani. La ciudad fue finalmente liberada del dominio otomano el 11 de octubre de 1912. Kozani es en la actualidad el centro comercial, de transporte y administrativo de Macedonia occidental.
A las 11:45 h del 13 de mayo de 1995 se produjo un terremoto de magnitud 6,6 en la escala de Richter en Kozani, debido probablemente a la ruptura de una falla de unos 15 km, un hecho excepcional en Grecia al ser una zona calmada sísmicamente desde hace más de 1200 años.

## Cultura
Destacan varias iglesias, así como algunas mansiones señoriales del siglo XIX y su máxima atracción, el reloj de San Nicolás. De los edificios distingue el pasillo de ciudad, el museo del folklore, el templo metropolitano de Santo Nikolaos y las mansiones de G. Lasani y G. Vurka. Durante la semana del carnaval la ciudad vive al ritmo del mismo. La Biblioteca Municipal Kovedarios, en Kozani, es la segunda más grande de Grecia y alberga 70.000 libros, 388 manuscritos y 315 códigos. 

### Museos
- Colección Arqueológica de Kozani
- Museo del Folclore
- Museo del historia local
- Los mansiones de G. Vourkas y G. Lassanis

### Universidades
- Universidad de Macedonia Occidental
- Universidad Técnica de Macedonia Occidental

## Economía
La región de Kozani es renombrada para la producción del griego macedonio azafrán (Krokos Kozanis). Está en una región en la cual abundan los cultivos. Posee un pequeño museo arqueológico, un museo etnográfico regional. Sitios de especial interés turísticos son la Iglesia de Agios Nikolaos del siglo XVII y la Biblioteca Municipal, que tiene manuscritos antiguos.

## Personas destacadas
- Evripidis Mpakirtzis, político
- Anna Diamantopoulou, parlamentaria griega, formó parte, de la Comisión Prodi.
- El tatarabuelo del célebre director austriaco Herbert Von Karajan, Georgios Johannes Karajanis, eran natural de esta localidad. Se trasladó en 1767 a Viena.

## Ciudades hermanas
- Iași (Rumania),
- Toluca (México),
- Bristol (Estados Unidos),
- Tărgovište (Bulgaria)